# Gunnar Wetterberg
Per Gunnar Wetterberg, född 18 januari 1953 i Slottsstadens församling, Malmöhus län, är en svensk historiker och författare. 
Under åren 1999–2013 var han Sacos samhällspolitiske chef. Han är sedan 2010 fristående kolumnist på Expressens ledarsida. Han har suttit i styrelserna för Södertörns högskola, Länsförsäkringar Liv, Studieförbundet Näringsliv och Samhälle, Lunds universitet, Sveriges Radio och Utrikespolitiska Institutet.

## Biografi
Gunnar Wetterberg var i slutet av 1960-talet ledamot av styrelsen för SECO (numera Sveriges Elevkårer).  Han studerade vid Lunds universitet och påbörjade forskarutbildning i historia, men avbröt den 1975 för arbete vid Utrikesdepartementet. Han har också arbetat vid Riksrevisionsverket, Finansdepartementet (som huvudsekreterare i Expertgruppen för studier i offentlig ekonomi och som chef för departementets strukturenhet med ansvar för Långtidsutredningarna 1992 och 1995) och Svenska Kommunförbundet. Han är med i panelen för SVT:s nysatsning på TV-programmet Fråga Lund hösten 2016. Säsongerna 2018/2019 och 2019/2020 vann han TV-tävlingen På spåret tillsammans med Parisa Amiri.

### Debattör
År 2010 skrev han i Nordiska Rådets årsbok artikeln "Förbundsstaten Norden", där han följde upp en debattartikel ett år tidigare genom att argumentera för att de fem nordiska länderna på 20–25 års sikt borde gå samman till en federation efter schweizisk modell. Han har också föreslagit införandet av en gemensam nordisk valuta, samt att alla Sveriges ungdomar (av båda könen) borde inkallas till en allmän samhällstjänst, som ersättning för den avskaffade allmänna värnplikten.
Fram till 1987 var Wetterberg politiskt aktiv i Vänsterpartiet kommunisterna.

### Familj
Gunnar Wetterberg är sambo med Susanne Ackum.

## Utmärkelser, ledamotskap och priser i urval
- Kungl. Sällskapet Pro Patrias medalj i guld av 12:e storleken (ProPstGM, 2012) för medborgerliga förtjänster
- Ledamot av Kungliga Samfundet för utgivande av handskrifter rörande Skandinaviens historia (LSkS, 2006)
- Ledamot av Kungliga Vetenskapsakademien (LVA, 2010) i klassen för humaniora[12]
- Ledamot av Kungliga Patriotiska Sällskapet (2010)
- Ledamot av Kungliga Ingenjörsvetenskapsakademien (LIVA, 2012) i ekonomi
- Filosofie hedersdoktor vid humanistiska fakulteten vid Lunds universitet (fil. dr. h.c., 2009)[6]
- Nyköpings kommuns Hertig Karls Pris (2003)[13]
- Letterstedtska författarpriset (2005)
- Nationalencyklopedins Kunskapspriset (2008)
- Samfundet De Nios Särskilda pris (2010)
- Samfundet De Nios John Landquists pris (2017)
- Kungl. Gustav Adolfs Akademiens Bureuspris (2022)
- Föreningen Skogens utmärkelse Guldkvisten (2023)
- H.M. Konungens medalj av guld i 12:e storleken i högblått band[14] (2025)

## TV-medverkan
- 2016–pågående – Fråga Lund (TV-serie)
- 2018 – På spåret (TV-serie), tillsammans med Parisa Amiri
- 2019 – På spåret (TV-serie), tillsammans med Parisa Amiri
- 2023 – Historien om Sverige (TV-serie)